# 63. Grammy-gála
A 63. Grammy-gála a Los Angeles-i Los Angeles Convention Centerben került megrendezésre, 2021. március 14-én. A díjat a 2019. szeptember 1. és 2020. augusztus 31. között megjelent felvételek nyerhették el. A jelölteket 2020. november 24-én hozták nyilvánosságra, míg a fellépőket 2021. március 7-én jelentették be. Trevor Noah, Dél-afrikai humorista volt a műsorvezetője.
Beyoncé kapta a legtöbb jelölést kilenccel, míg Dua Lipa, Roddy Ricch, és Taylor Swift mind hatot szereztek. A legtöbb díjat szintén Beyoncé nyerte el, néggyel, amellyel a legtöbb díjat nyerő nő lett a díjátadó történetében. Eredetileg január 31-én került volna megrendezésre a díjátadó, de az emelkedő Covid19-esetek száma miatt elhalasztották.

## Győztesek és jelöltek
A győztesek jelennek meg először, kiemelve.

### Általános
Az év felvétele
- Everything I Wanted – Billie Eilish
  - Finneas O’Connell, producer; Rob Kinelski & O’Connell, hangmérnök/keverés; John Greenham, master
- Black Parade – Beyoncé
  - Beyoncé & Derek Dixie, producerek; Stuart White, hangmérnök/keverés; Colin Leonard, master
- Colors – Black Pumas
  - Adrian Quesada, producer; Adrian Quesada, hangmérnök/keverés; JJ Golden, master
- Rockstar – DaBaby, Roddy Ricch közreműködésével
  - SethinTheKitchen, producer; Derek MixedByAli Ali, Chris Dennis, Liz Robson & Chris West, hangmérnök/keverés; Glenn A Tabor III, master
- Say So – Doja Cat
  - Tyson Trax, producer; Clint Gibbs & Kalani Thompson, hangmérnök/keverés; Mike Bozzi, master
- Don’t Start Now – Dua Lipa
  - Caroline Ailin & Ian Kirkpatrick, producerek; Josh Gudwin, Drew Jurecka & Ian Kirkpatrick, hangmérnök/keverés; Chris Gehringer, master
- Circles – Post Malone
  - Louis Bell, Frank Dukes & Post Malone, producerek; Louis Bell & Manny Marroquin, hangmérnök/keverés; Mike Bozzi, master
- Savage – Megan Thee Stallion, Beyoncé közreműködésével
  - Beyoncé & J. White Did It, producerek; Stuart White, hangmérnök/keverés; Colin Leonard, master

Az év albuma
- Folklore – Taylor Swift
  - Jack Antonoff, Aaron Dessner & Taylor Swift, producerek; Jack Antonoff, Aaron Dessner, Serban Ghenea, John Hanes, Jonathan Low & Laura Sisk, hangmérnök/keverés; Aaron Dessner & Taylor Swift, dalszerzők; Randy Merrill, master
- Chilombo – Jhené Aiko
  - Fisticuffs & Julian-Quán Việt Lê, producerek; Fisticuffs, Julian-Quán Việt Lê, Zeke Mishanec, Christian Plata & Gregg Rominiecki, hangmérnök/keverés; Jhené Aiko Efuru Chilombo, Julian-Quán Việt Lê, Maclean Robinson & Brian Keith Warfield, dalszerzők; Dave Kutch, master
- Black Pumas (Deluxe Edition) – Black Pumas
  - Adrian Quesada, producerek; Adrian Quesada hangmérnök/keverés; Eric Burton & Adrian Quesada, dalszerzők; JJ Golden, master
- Everyday Life – Coldplay
  - Daniel Green, Bill Rahko & Rik Simpson, producerek; Mark Spike Stent, hangmérnök/keverés; Guy Berryman, Jonny Buckland, Will Champion & Chris Martin, dalszerzők; Emily Lazar, master
- Djesse Vol. 3 – Jacob Collier
  - Jacob Collier, producer; Ben Bloomberg & Jacob Collier, hangmérnök/keverés; Jacob Collier, dalszerző; Chris Allgood & Emily Lazar, mastering hangmérnök
- Women in Music Pt. III – Haim
  - Rostam Batmanglij, Danielle Haim & Ariel Rechtshaid, producerek; Rostam Batmanglij, Jasmine Chen, John DeBold, Matt DiMona, Tom Elmhirst, Joey Messina-Doerning & Ariel Rechtshaid, hangmérnök/keverés; Rostam Batmanglij, Alana Haim, Danielle Haim, Este Haim & Ariel Rechtshaid, dalszerzők; Emily Lazar, master
- Future Nostalgia – Dua Lipa
  - Lorna Blackwood & Koz, producer; Josh Gudwin & Cameron Gower Poole, hangmérnök/keverés; Clarence Coffee Jr. & Dua Lipa, dalszerzők; Chris Gehringer, master
- Hollywood’s Bleeding – Post Malone
  - Louis Bell & Frank Dukes, producerek; Louis Bell & Manny Marroquin, hangmérnök/keverés; Louis Bell, Adam Feeney, Austin Post & Billy Walsh, dalszerzők; Mike Bozzi, master

Az év dala
- I Can't Breathe
  - Dernst Emile II, H.E.R. & Tiara Thomas, dalszerzők (H.E.R.)
- Black Parade
  - Denisia Andrews, Beyoncé, Stephen Bray, Shawn Carter, Brittany Coney, Derek James Dixie, Akil King, Kim Kaydence Krysiuk & Rickie Caso Tice, dalszerzők (Beyoncé)
- The Box
  - Larrance Dopson, Samuel Gloade, Rodrick Moore, Adarius Moragne, Eric Sloan & Khirye Anthony Tyler, dalszerzők (Roddy Ricch)
- Cardigan
  - Aaron Dessner & Taylor Swift, dalszerzők (Swift)
- Circles
  - Louis Bell, Adam Feeney, Kaan Gunesberk, Austin Post & Billy Walsh, dalszerzők (Post Malone)
- Don't Start Now
  - Caroline Ailin, Ian Kirkpatrick, Dua Lipa & Emily Warren, dalszerzők (Lipa)
- Everything I Wanted
  - Billie Eilish & Finneas O’Connell, dalszerzők (Eilish)
- If the World Was Ending
  - Julia Michaels & JP Saxe, dalszerzők (Saxe, Michaels közreműködésével)

Legjobb új előadó
- Megan Thee Stallion
- Ingrid Andress
- Phoebe Bridgers
- Noah Cyrus
- Chika
- D Smoke
- Doja Cat
- Kaytranada

### Pop
Legjobb pop szóló előadás
- Watermelon Sugar – Harry Styles
- Yummy – Justin Bieber
- Say So – Doja Cat
- Everything I Wanted – Billie Eilish
- Don't Start Now – Dua Lipa
- Cardigan – Taylor Swift

Legjobb popduó vagy -együttes teljesítmény
- Rain on Me – Lady Gaga & Ariana Grande
- Un Dia (One Day) – J Balvin, Dua Lipa, Bad Bunny & Tainy
- Intentions – Justin Bieber és Quavo
- Dynamite – BTS
- Exile – Taylor Swift és Bon Iver

Legjobb tradicionális vokális pop album
- American Standard – James Taylor
- Blue Umbrella – (Burt Bacharach & Daniel Tashian)
- True Love: A Celebration of Cole Porter – Harry Connick Jr.
- Unfollow the Rules – Rufus Wainwright
- Judy – Renée Zellweger

Legjobb popalbum
- Future Nostalgia – Dua Lipa
- Changes – Justin Bieber
- Chromatica – Lady Gaga
- Fine Line – Harry Styles
- Folklore – Taylor Swift

### Dance/elektronikus zene
Legjobb tánczenei felvétel
- 10% – Kaytranada és Kali Uchis
  - Kaytranada, producer; Neal H. Pogue, keverés
- On My Mind – Diplo & Sidepiece
  - Diplo & Sidepiece, producerek; Luca Pretolesi, keverés
- My High – Disclosure, Aminé és Slowthai
  - Guy Lawrence & Howard Lawrence, producerek; G. Lawrence, keverés
- The Difference – Flume és Toro y Moi
  - Flume, producer; Eric J Dubowsky, keverés
- Both of Us – Jayda G
  - Fred Again & G, producerek; Again & G, keverés

Legjobb Dance/Elektronikus Album
- Bubba – Kaytranada
- Kick I – Arca
- Energy – Disclosure
- Planet's Mad – Baauer
- Good Faith – Madeon

### Kortárs hangszeres zene
Legjobb instrumentális popalbum
- Live at the Royal Albert Hall – Snarky Puppy
- Axiom – Christian Scott Atunde Adjuah
- Chronology of a Dream: Live at The Village Vanguard – Jon Batiste
- Take the Stairs – Black Violin
- Americana – Grégoire Maret, Romain Collin & Bill Frisell

### Rock
Legjobb rock előadás
- Shameika – Fiona Apple
- The Steps – HAIM
- Stay High – Brittany Howard
- Not – Big Thief
- Kyoto – Phoebe Bridgers
- Daylight – Grace Potter

Legjobb metal előadás
- Bum-Rush – Body Count
- Underneath – Code Orange
- The In-Between – In This Moment
- Bloodmoney – Poppy
- Executioner's Tax (Swing of the Axe) – Power Trip

Legjobb rockdal
- Stay High
  - Brittany Howard, dalszerző (Howard)
- Kyoto
  - Phoebe Bridgers, Morgan Nagler & Marshall Vore (Bridgers)
- Lost in Yesterday
  - Kevin Parker, dalszerző (Tame Impala)
- Not
  - Adrianne Lenker, dalszerző (Big Thief)
- Shameika
  - Fiona Apple, dalszerző (Apple)

Legjobb rockalbum
- The New Abnormal – The Strokes
- A Hero's Death – Fontaines D.C.
- Kiwanuka – Michael Kiwanuka
- Daylight – Grace Potter
- Sound & Fury – Sturgill Simpson

### Alternatív
Legjobb alternatív zenei album
- Fetch the Bolt Cutters – Fiona Apple
- Hyperspace – Beck
- Punisher – Phoebe Bridgers
- Jaime – Brittany Howard
- The Slow Rush – Tame Impala

### R&B
Legjobb R&B előadás
- Black Parade – Beyoncé
- Lightning & Thunder – Jhené Aiko és John Legend
- All I Need – Jacob Collier és Mahalia & Ty Dolla $ign
- Goat Head – Brittany Howard
- See Me – Emily King

Legjobb hagyományos R&B előadás
- Anything for You – Ledisi
- Sit On Down – The Baylor Project, Jean Baylor & Marcus Baylor
- Wonder What She Thinks of Me – Chloe x Halle
- Let Me Go – Mykal Kilgore
- Distance – Yebba

Legjobb R&B dal
- Better Than I Imagined
  - Robert Glasper, Meshell Ndegeocello & Gabriella Wilson, dalszerzők (Robert Glasper, H.E.R. & Meshell Ndegeocello)
- Black Parade
  - Denisia Andrews, Beyoncé, Stephen Bray, Shawn Carter, Brittany Coney, Derek James Dixie, Akil King, Kim Kaydence Krysiuk & Rickie Caso Tice, dalszerzők (Beyoncé)
- Collide
  - Sam Barsh, Stacey Barthe, Sonyae Elise, Olu Fann, Akil King, Josh Lopez, Kaveh Rastegar & Benedetto Rotondi, dalszerzők (Tiana Major9 & EARTHGANG)
- Do It
  - Chloe Bailey, Halle Bailey, Anton Kuhl, Scott Storch, Victoria Monét, Vincent van den Ende, dalszerzők (Chloe x Halle)
- Slow Down
  - Nasri Atweh, Badriia Bourelly, Skip Marley, Ryan Williamson & Gabriella Wilson, dalszerzők (Skip Marley & H.E.R.)

Legjobb progresszív R&B album
- It Is What It Is – Thundercat
- Chilombo – Jhené Aiko
- Ungodly Hour – Chloe x Halle
- Free Nationals – Free Nationals
- Fuck Yo Feelings – Robert Glasper

Legjobb R&B album
- Bigger Love – John Legend
- Happy 2 Be Here – Ant Clemons
- Take Time – Giveon
- To Feel Love/D – Luke James
- All Rise – Gregory Porter

### Rap
Legjobb rap előadás
- Savage – Megan Thee Stallion és Beyoncé
- Deep Reverence – Big Sean és Nipsey Hussle
- Bop – DaBaby
- Whats Poppin – Jack Harlow
- The Bigger Picture – Lil Baby
- Dior – Pop Smoke

Legjobb rap/ének együttműködés
- Lockdown – Anderson .Paak
- Rockstar – DaBaby és Roddy Ricch
- Laugh Now Cry Later – Drake és Lil Durk
- The Box – Roddy Ricch
- Highest in the Room – Travis Scott

Legjobb rap dal
- Savage
  - Beyoncé, Shawn Carter, Brittany Hazzard, Derrick Milano, Terius Nash, Megan Pete, Bobby Session Jr., Jordan Kyle Lanier Thorpe & Anthony White, dalszerzők (Megan Thee Stallion és Beyoncé)
- The Bigger Picture
  - Dominique Jones, Rai'Shaun Williams, Noah Pettigrew, dalszerzők (Lil Baby)
- The Box
  - Larrance Dopson, Samuel Gloade, Rodrick Moore, Adarius Moragne, Eric Sloan & Khirye Anthony Tyler, dalszerzők (Roddy Ricch)
- Laugh Now Cry Later
  - Durk Banks, Rogét Chahayed, Aubrey Graham, Daveon Jackson, Ron LaTour & Ryan Martinez, dalszerzők (Drake és Lil Durk)
- Rockstar
  - Jonathan Lyndale Kirk, Ross Joseph Portaro IV & Rodrick Moore, dalszerzők (DaBaby és Roddy Ricch)

Legjobb Rap album
- King's Disease – Nas
- Black Habits – D Smoke
- Alfredo – Freddie Gibbs & The Alchemist
- A Written Testimony – Jay Electronica
- The Allegory – Royce da 5'9

### Country
Legjobb country szóló előadás
- When My Amy Prays – Vince Gill
- Stick That in Your Country Song – Eric Church
- Who You Thought I Was – Brandy Clark
- Bluebird – Miranda Lambert
- Black Like Me – Mickey Guyton

Legjobb country duó/csapat előadás
- 10,000 Hours – Dan + Shay és Justin Bieber
- All Night – Brothers Osborne
- Ocean – Lady A
- Sugar Coat – Little Big Town
- Some People Do – Old Dominion

Legjobb country dal
- Crowded Table
  - Brandi Carlile, Natalie Hemby & Lori McKenna, dalszerzők (The Highwomen)
- Bluebird
  - Luke Dick, Natalie Hemby & Miranda Lambert, dalszerzők (Miranda Lambert)
- The Bones
  - Maren Morris, Jimmy Robbins & Laura Veltz, dalszerzők (Maren Morris)
- More Hearts Than Mine
  - Ingrid Andress, Sam Ellis & Derrick Southerland, dalszerzők (Ingrid Andress)
- Some People Do
  - Jesse Frasure, Shane McAnally, Matthew Ramsey & Thomas Rhett, dalszerzők (Old Dominion)

Legjobb country album
- Wildcard – Miranda Lambert
- Nightfall – Little Big Town
- Never Will – Ashley McBryde
- Lady Like – Ingrid Andress
- Your Life Is a Record – Brandy Clark

### New age
Legjobb New Age album
- More Guitar Stories – Jim Kimo West
- Songs from the Bardo – Laurie Anderson, Tenzin Choegyal & Jesse Paris Smith
- Periphery – Priya Darshini
- Form//Less – Superposition
- Meditations – Cory Wong & Jon Batiste

### Jazz
Legjobb improvizált jazz szóló
- All Blues – Chick Corea, szólóista
- Guinnevere – Christian Scott Atunde Adjuah, szólóista
- Pachamama – Regina Carter, szólóista
- Tomorrow is the Question – Julian Lage, szólóista
- Celia – Gerald Clayton, szólóista
- Moe Honk – Joshua Redman, szólóista

Legjobb vokális jazzalbum
- Secrets are the Best Stories – Kurt Elling és Danilo Pérez
- ONA – Thana Alexa
- Modern Ancestors – Carmen Lundy
- Holy Room: Live at Alte Oper – Somi és Frankfurt Radio Big Band
- What's the Hurry – Kenny Washington

Legjobb jazz instrumentális album
- Trilogy 2 – Chick Corea, Christian McBride & Brian Blade
- on the tender spot of every calloused moment – Ambrose Akinmusire
- Waiting Game – Terri Lyne Carrington és a Social Science
- Happening: Live at the Village Vanguard – Gerald Clayton
- RoundAgain – Redman Mehldau McBride Blade

Legjobb jazz nagyegyüttes album
- Data Lords – Maria Schneider Orchestra
- Dialogues on Race – Gregg August
- Monk'estra Plays John Beasley – John Beasley
- The Intangible Between – Orrin Evans és a The Captain Black Big Band
- Songs You Like a Lot – John Hollenbeck és Theo Bleckmann, Kate McGarry, Gary Versace and The Frankfurt Radio Big Band

Legjobb latinjazz album
- Four Questions – Arturo O'Farrill & The Afro Latin Jazz Orchestra
- Tradiciones – Afro-Peruvian Jazz Orchestra
- City of Dreams – Chico Pinheiro
- Viento y Tiempo – Live at Blue Note Tokyo – Gonzalo Rubalcaba & Aymée Nuviola
- Trane's Delight – Poncho Sanchez

### Gospel/kortárs keresztény zene
Legjobb gospel dal
- Movin' On
  - Darryl L. Howell, Jonathan Caleb McReynolds, Kortney Jamaal Pollard & Terrell Demetrius Wilson, dalszerzők (Jonathan McReynolds & Mali Music)
- Wonderful is Your Name
  - Melvin Crispell III, dalszerző (Melvin Crispell III)
- Release (Live)
  - David Frazier, dalszerző (Ricky Dillard és Tiff Joy)
- Come Together
  - Lashawn Daniels, Rodney Jerkins, Lecrae Moore & Jazz Nixon, dalszerzők (Rodney Darkchild Jerkins Presents: The Good News)
- Won't Let Go
  - Travis Greene, dalszerző (Travis Greene)

Legjobb kortárs keresztény zenei dal
- There Was Jesus
  - Casey Beathard, Jonathan Smith & Zach Williams, dalszerzők (Zach Williams & Dolly Parton)
- The Blessing (Live)
  - Chris Brown, Cody Carnes, Kari Jobe Carnes & Steven Furtick, dalszerzők (Kari Jobe, Cody Carnes & Elevation Worship)
- Sunday Morning
  - Denisia Andrews, Jones Terrence Antonio, Saint Bodhi, Brittany Coney, Kirk Franklin, Lasanna Harris, Shama Joseph, Stuart Lowery, Lecrae Moore & Nathanael Saint-Fleur, dalszerzők (Lecrae featuring Kirk Franklin)
- Holy Water
  - Andrew Bergthold, Ed Cash, Franni Cash, Martin Cash & Scott Cash, dalszerzők (We the Kingdom)
- Famous For (I Believe)
  - Chuck Butler, Krissy Nordhoff, Jordan Sapp, Alexis Slifer & Tauren Wells, dalszerzők (Tauren Wells featuring Jenn Johnson)

Legjobb gospel album
- Gospel According to PJ – PJ Morton
- 2econd Wind: ReadY – Anthony Brown & group therAPy
- My Tribute – Myron Butler
- Choirmaster – Ricky Dillard
- Kierra – Kierra Sheard

Best Contemporary Christian Music Album
- Jesus Is King – Kanye West
- Run to The Father – Cody Carnes
- All of My Best Friends – Hillsong Young & Free
- Holy Water – We the Kingdom
- Citizen of Heaven – Tauren Wells

Legjobb roots gospel album
- Celebrating Fisk! (The 150th Anniversary Album) – Fisk Jubilee Singers
- Beautiful Day – Mark Bishop
- 20/20 – The Crabb Family
- What Christmas Really Means – The Erwins
- Something Beautiful – Ernie Haase & Signature Sound

### Latin
Legjobb latin pop vagy városi album
- YHLQMDLG – Bad Bunny
- Por Primera Vez – Camilo
- Mesa Para Dos – Kany García
- Pausa – Ricky Martin
- 3:33 – Debi Nova

Legjobb latin rock vagy alternatív album
- La Conquista del Espacio – Fito Páez
- Aura – Bajofondo
- MONSTRUO – Cami
- Sobrevolando – Cultura Profética
- Miss Colombia – Lido Pimienta

Legjobb regionális mexikói vagy tejano album
- Un Canto por México, Vol. 1 – Natalia Lafourcade
- Hecho en México – Alejandro Fernández
- La Serenata – Lupita Infante
- Bailando Sones y Huampangos con Mariachi Sol De Mexico De Jose Hernandez – Mariachi Sol De Mexico De Jose Hernandez
- Ayayay! – Christian Nodal

Legjobb tropikus latin album
- 40 – Grupo Niche
- Mi Tumbao – José Alberto El Ruiseñor
- Infinito – Edwin Bonilla
- Sigo Cantando al Amor (Deluxe) – Jorge Celedon & Sergio Luis
- Memorias de Navidad – Víctor Manuelle

### Reggae
Legjobb reggae album
- Got to Be Tough – Toots and the Maytals
- Upside Down 2020 – Buju Banton
- Higher Place – Skip Marley
- It All Comes Black to Love – Maxi Priest
- One World – The Wailers

### Amerikai roots
Legjobb amerikai roots teljesítmény
- I Remember Everything – John Prine
- Colors – Black Pumas
- Deep in Love – Bonny Light Horseman
- Short and Sweet – Brittany Howard
- I'll Be Gone – Norah Jones & Mavis Staples

Legjobb amerikai roots dal
- I Remember Everything
  - Pat McLaughlin & John Prine, dalszerzők (John Prine)
- Cabin
  - Laura Rogers & Lydia Rogers, dalszerzők (The Secret Sisters)
- Ceiling to the Floor
  - Sierra Hull & Kai Welch, dalszerzők (Sierra Hull)
- Hometown
  - Sarah Jarosz, dalszerző (Sarah Jarosz)
- Man Without a Soul
  - Tom Overby & Lucinda Williams, dalszerzők (Lucinda Williams)

Legjobb americana album
- World on the Ground – Sarah Jarosz
- Old Flowers – Courtney Marie Andrews
- Terms of Surrender – Hiss Golden Messenger
- El Dorado – Marcus King
- Good Souls Better Angels – Lucinda Williams

Legjobb bluegrass album
- Home – Billy Strings
- Man on Fire – Danny Barnes
- To Live in Two Worlds, Vol. 1 – Thomm Jutz
- North Carolina Songbook – Steep Canyon Rangers
- The John Hartford Fiddle Tune Project, Vol. 1 – Various Artists

Legjobb tradicionális bluesalbum
- Rawer than Raw – Bobby Rush
- All My Dues are Paid – Frank Bey
- You Make Me Feel – Don Bryant
- That's What I Heard – Robert Cray Band
- Cypress Grove – Jimmy Duck Holmes

Legjobb kortárs bluesalbum
- Have You Lost Your Mind Yet? – Fantastic Negrito
- Live at the Paramount – Ruthie Foster Big Band
- The Juice – G. Love
- Blackbirds – Bettye LaVette
- Up and Rolling – North Mississippi Allstars

Legjobb folk album
- All the Good Times – Gillian Welch & David Rawlings
- Bonny Light Horseman – Bonny Light Horseman
- Thanks for the Dance – Leonard Cohen
- Song for Our Daughter – Laura Marling
- Saturn Return – The Secret Sisters

Legjobb regionális roots zenei album
- Atmosphere – New Orleans Nightcrawlers
- My Relatives 'nikso' Kowaiks – Black Lodge Singers
- Cameron Dupuy and The Cajun Troubadours – Cameron Dupuy And The Cajun Troubadours
- Lovely Sunrise – Nā Wai ʽEhā
- A Tribute to Al Berard – Sweet Cecilia

### Világzene
Legjobb világzenei album
- Twice as Tall – Burna Boy
- Fu Chronicles – Antibalas
- Agora – Bebel Gilberto
- Love Letters – Anoushka Shankar
- Amadjar – Tinariwen

### Gyerekzene
Legjobb gyerekzenei album
- All the Ladies – Joanie Leeds
- Be a Pain: An Album for Young (and Old) Leaders – Alastair Moock And Friends
- I'm an Optimist – Dog On Fleas
- Songs for Singin' – The Okee Dokee Brothers
- Wild Life – Justin Roberts

### Próza
Legjobb prózai album
- Blowout: Corrupted Democracy, Rogue State Russia, and the Richest, Most Destructive Industry on Earth – Rachel Maddow
- Acid for the Children – A Memoir – Flea
- Alex Trebek – The Answer Is... – Ken Jennings
- Catch and Kill – Ronan Farrow
- Charlotte's Web (E. B. White) – Meryl Streep and Full Cast

### Komédia
Legjobb komédiai album
- Black Mitzvah – Tiffany Haddish
- I Love Everything – Patton Oswalt
- The Pale Tourist – Jim Gaffigan
- Paper Tiger – Bill Burr
- 23 Hours to Kill – Jerry Seinfeld

### Musical
Legjobb musical album
- Jagged Little Pill – Kathryn Gallagher, Celia Rose Gooding, Lauren Patten & Elizabeth Stanley, szólóista; Neal Avron, Pete Ganbarg, Tom Kitt, Michael Parker, Craig Rosen & Vivek J. Tiwary, producerek (Glen Ballard & Alanis Morissette, dalszövegírók) (Original Broadway Cast)
- Amélie – Audrey Brisson, Chris Jared, Caolan McCarthy & Jez Unwin, szólóista; Michael Fentiman, Sean Patrick Flahaven, Barnaby Race & Nathan Tysen, producerek; Nathan Tysen, szöveg; Daniel Messe, szerző & szöveg (Original London Cast)
- American Utopia on Broadway – David Byrne, szólóista; David Byrne, producer (David Byrne, szerző & szöveg) (Original Cast)
- Little Shop of Horrors – Tammy Blanchard, Jonathan Groff & Tom Alan Robbins, szólóista; Will Van Dyke, Michael Mayer, Alan Menken & Frank Wolf, producerek (Alan Menken, szerző; Howard Ashman, szöveg) (The New Off-Broadway Cast)
- The Prince of Egypt – Christine Allado, Luke Brady, Alexia Khadime & Liam Tamne, szólóista; Dominick Amendum & Stephen Schwartz, producerek; Stephen Schwartz, szerző & szöveg (Original Cast)
- Soft Power – Francis Jue, Austin Ku, Alyse Alan Louis & Conrad Ricamora, szólóista; Matt Stine, producer; David Henry Hwang, szöveg; Jeanine Tesori, szerző & szöveg (Original Cast)

### Zene vizuális médiához
Legjobb válogatásalbum vizuális médiához
- Jojo Rabbit – Various artists
- A Beautiful Day in the Neighborhood – Various artists
- Bill & Ted Face the Music – Various artists
- Eurovision Song Contest: The Story of Fire Saga – Various artists
- Frozen II – Various artists

Legjobb eredeti filmzene
- Joker – Hildur Guðnadóttir, szerző
- Ad Astra – Max Richter, szerző
- Becoming – Kamasi Washington, szerző
- 1917 – Thomas Newman, szerző
- Star Wars: The Rise of Skywalker – John Williams, szerző

Legjobb film‑, és más vizuális média számára írt dal
- No Time to Die (a Nincs idő meghalni c. filmből)
  - Billie Eilish O'Connell és Finneas O’Connell (Billie Eilish)
- Beautiful Ghosts (a Macskák c. filmből)
  - Andrew Lloyd Webber és Taylor Swift (Taylor Swift)
- Carried Me with You (az Előre c. filmből)
  - Brandi Carlile, Phil Hanseroth és Tim Hanseroth (Brandi Carlile)
- Into the Unknown (a Jégvarázs 2. c. filmből)
  - Kristen Anderson-Lopez és Robert Lopez (Idina Menzel, AURORA közreműködésével)
- Stand Up (a Harriet c. filmből)
  - Joshuah Brian Campbell és Cynthia Erivo (Cynthia Erivo)

### Kompozíció/hangszerelés
Legjobb hangszeres kompozíció
- Sputnik
  - Maria Schneider, szerző (Maria Schneider)
- Baby Jack
  - Arturo O'Farrill, szerző (Arturo O'Farrill & The Afro Latin Jazz Orchestra)
- Be Water II
  - Christian Sands, szerző (Christian Sands)
- Plumfield
  - Alexandre Desplat, szerző (Alexandre Desplat)
- Strata
  - Remy Le Boeuf, szerző (Remy Le Boeuf's Assembly Of Shadows, Anna Webber & Eric Miller közreműködésével)

Legjobb hangszerelés, hangszeres vagy a capella
- Donna Lee
  - John Beasley, hangszerelés (John Beasley)
- Bathroom Dance
  - Hildur Guðnadóttir, hangszerelés (Hildur Guðnadóttir)
- Honeymooners
  - Remy Le Boeuf, hangszerelés (Remy Le Boeuf's Assembly Of Shadows)
- Lift Every Voice and Sing
  - Alvin Chea & Jarrett Johnson, hangszereléss (Jarrett Johnson, Alvin Chea közreműködésével)
- Uranus: The Magician
  - Jeremy Levy, hangszerelés (Jeremy Levy Jazz Orchestra)

Legjobb hangszerelés, hangszeres vagy vokális
- He Won't Hold You
  - Jacob Collier, hangszerelés (Jacob Collier, Rapsody kategóriában)
- Asas Fechadas
  - John Beasley & Maria Mendes, hangszereléss (Maria Mendes; John Beasley & Orkest Metropole közreműködésével)
- Desert Song
  - Erin Bentlage, Sara Gazarek, Johnaye Kendrick & Amanda Taylor, hangszereléss (Säje)
- From This Place
  - Alan Broadbent & Pat Metheny, hangszereléss (Pat Metheny, Meshell Ndegeocello közreműködésével)
- Slow Burn
  - Talia Billig, Nic Hard & Becca Stevens, hangszereléss (Becca Stevens; Jacob Collier, Mark Lettieri, Justin Stanton, Jordan Perlson, Nic Hard, Keita Ogawa, Marcelo Woloski és Nate Werth közreműködésével)

### Lemezborító
Legjobb lemezborító
- Vols. 11 & 12
  - Doug Cunningham & Jason Noto, művészeti vezetők (Desert Sessions)
- Everyday Life
  - Pilar Zeta, művészeti vezető (Coldplay)
- Funeral
  - Kyle Goen, művészeti vezető (Lil Wayne)
- Healer
  - Julian Gross & Hannah Hooper, művészeti vezetők (Grouplove)
- On Circles
  - Jordan Butcher, művészeti vezető (Caspian)

Legjobb limitált szériás speciális kiadású albumborító
- Ode to Joy
  - Lawrence Azerrad & Jeff Tweedy, művészeti vezetők (Wilco)
- Flaming Pie (Collector's Edition)
  - Linn Wie Andersen, Simon Earith, Paul McCartney & James Musgrave, művészeti vezetők (Paul McCartney)
- Giants Stadium 1987, 1989, 1991
  - Lisa Glines & Doran Tyson, művészeti vezetők (Grateful Dead)
- Mode
  - Jeff Schulz, művészeti vezető (Depeche Mode)
- The Story of Ghostly International
  - Michael Cina & Molly Smith, művészeti vezetők (Various Artists)

### Történelmi
Legjobb történelmi album
- It's Such a Good Feeling: The Best of Mister Rogers
  - Lee Lodyga & Cheryl Pawelski, válogatás producerei; Michael Graves, master (Mister Rogers)
- Celebrated, 1895–1896
  - Meagan Hennessey & Richard Martin, válogatás producerei; Richard Martin, master (Unique Quartette)
- Hittin' the Ramp: The Early Years (1936–1943)
  - Zev Feldman, Will Friedwald & George Klabin, válogatás producerei; Matthew Lutthans, master (Nat King Cole)
- 1999 Super Deluxe Edition
  - Michael Howe, válogatás producere; Bernie Grundman, master (Prince)
- Souvenir
  - Carolyn Agger, válogatás producere; Miles Showell, master (Orchestral Manoeuvres In The Dark)
- Throw Down Your Heart: The Complete Africa Sessions
  - Béla Fleck, válogatás producere; Richard Dodd, master (Béla Fleck)

### Produceri munka, nem klasszikus
Legjobb hangmérnöki munka, nem klasszikus
- Hyperspace
  - Drew Brown, Andrew Coleman, Shawn Everett, Serban Ghenea, David Greenbaum, Jaycen Joshua, Beck Hansen & Mike Larson, hangmérnök; Randy Merrill, master (Beck)
- Black Hole Rainbow
  - Shawn Everett & Ivan Wayman, hangmérnök; Bob Ludwig, master (Devon Gilfillian)
- Expectations
  - Gary Paczosa & Mike Robinson, hangmérnök; Paul Blakemore, master (Katie Pruitt)
- Jaime
  - Shawn Everett, hangmérnök; Shawn Everett, master (Brittany Howard)
- 25 Trips
  - Shani Gandhi & Gary Paczosa, hangmérnök; Adam Grover, master (Sierra Hull)

Az év producere, nem klasszikus
- Andrew Watt
  - Break My Heart (Dua Lipa)
  - Me and My Guitar (A Boogie wit da Hoodie)
  - Midnight Sky (Miley Cyrus)
  - Old Me (5 Seconds of Summer)
  - Ordinary Man (Ozzy Osbourne és Elton John)
  - Take What You Want (Post Malone, Ozzy Osbourne & Travis Scott)
  - Under The Graveyard (Ozzy Osbourne)
- Jack Antonoff
  - August (Taylor Swift)
  - Gaslighter (The Chicks)
  - Holy Terrain (FKA Twigs és Future)
  - Mirrorball (Taylor Swift)
  - This Is Me Trying (Taylor Swift)
  - Together (Sia)
- Dan Auerbach
  - Cypress Grove (Jimmy Duck Holmes)
  - El Dorado (Marcus King)
  - Is Thomas Callaway (Cee Lo Green)
  - Singing for My Supper (Early James)
  - Solid Gold Sounds (Kendell Marvel)
  - Years (John Anderson)
- Dave Cobb
  - Backbone (Kaleo)
  - The Balladeer (Lori McKenna)
  - Boneshaker (Airbourne)
  - Down Home Christmas (Oak Ridge Boys)
  - The Highwomen (The Highwomen)
  - I Remember Everything (John Prine)
  - Reunions (Jason Isbell And The 400 Unit)
  - The Spark (William Prince)
  - You're Still the One (Teddy Swims)
- Flying Lotus
  - It Is What It Is (Thundercat)

Legjobb remixelt felvétel
- Roses (Imanbek Remix)
  - Imanbek Zeikenov, rekeverés (SAINt JHN)
- Do You Ever (RAC Mix)
  - RAC, remix (Phil Good)
- Imaginary Friends (Morgan Page Remix)
  - Morgan Page, remix (Deadmau5)
- Praying for You (Louie Vega Main Remix)
  - Louie Vega, remix (Jasper Street Co.)
- Young & Alive (Bazzi vs. Haywyre Remix)
  - Haywyre, remix (Bazzi)

### Produceri munka, audió
Legjobb hangzású zenei album
Elhalasztva

### Produceri munka, klasszikus
Legjobb hangmérnöki munka, klasszikus
- Shostakovich: Symphony No. 13, 'Babi Yar'
  - David Frost & Charlie Post, hangmérnökök; Silas Brown, master (Riccardo Muti & Chicago Symphony Orchestra)
- Danielpour: The Passion of Yeshua
  - Bernd Gottinger, hangmérnök (JoAnn Falletta, James K. Bass, Adam Luebke, UCLA Chamber Singers, Buffalo Philharmonic Orchestra & Buffalo Philharmonic Chorus)
- Gershwin: Porgy and Bess
  - David Frost & John Kerswell, hangmérnökök; Silas Brown, master (David Robertson, Eric Owens, Angel Blue, Metropolitan Opera Orchestra & Chorus)
- Hynes: Fields
  - Kyle Pyke, hangmérnök; Jesse Lewis & Kyle Pyke, master (Devonté Hynes & Third Coast Percussion)
- Ives: Complete Symphonies
  - Alexander Lipay & Dmitriy Lipay, hangmérnökök; Alexander Lipay & Dmitriy Lipay, master (Gustavo Dudamel & Los Angeles Philharmonic)

Az év producere, klasszikus
- David Frost
  - Beethoven: Piano Sonatas, Vol. 9 (Jonathan Biss)
  - Gershwin: Porgy And Bess (David Robertson, Eric Owens, Angel Blue, Metropolitan Opera Orchestra & Chorus)
  - Gluck: Orphée & Eurydice (Harry Bicket, Dmitry Korchak, Andriana Chuchman, Lauren Snouffer, Lyric Opera Of Chicago Orchestra & Chorus)
  - Holst: The Planets; The Perfect Fool (Michael Stern & Kansas City Symphony)
  - Muhly: Marnie (Robert Spano, Isabel Leonard, Christopher Maltman, Denyce Graves, Iestyn Davies, Janis Kelly, Metropolitan Opera Orchestra & Chorus)
  - Schubert: Piano Sonatas, D. 845, D. 894, D. 958, D. 960 (Shai Wosner)
  - Shostakovich: Symphony No. 13, 'Babi Yar' (Riccardo Muti, Alexey Tikhomirov, Chicago Symphony Orchestra & Chorus)
- Blanton Alspaugh
  - Aspects Of America – Pulitzer Edition (Carlos Kalmar & Oregon Symphony)
  - Blessed Art Thou Among Women (Peter Jermihov, Katya Lukianov & PaTRAM Institute Singers)
  - Dvořák: Symphony No. 9; Copland: Billy The Kid (Gianandrea Noseda & National Symphony Orchestra)
  - Glass: The Fall Of The House Of Usher (Joseph Li, Nicholas Nestorak, Madison Leonard, Jonas Hacker, Ben Edquist, Matthew Adam Fleisher & Wolf Trap Opera)
  - Kahane: Emergency Shelter Intake Form (Alicia Hall Moran, Gabriel Kahane, Carlos Kalmar & Oregon Symphony)
  - Kastalsky: Requiem (Leonard Slatkin, Steven Fox, Benedict Sheehan, Charles Bruffy, Cathedral Choral Society, The Clarion Choir, The Saint Tikhon Choir, Kansas City Chorale & Orchestra Of St. Luke's)
  - Massenet: Thaïs (Andrew Davis, Joshua Hopkins, Andrew Staples, Erin Wall, Toronto Mendelssohn Choir & Toronto Symphony Orchestra)
  - Smyth: The Prison (Sarah Brailey, Dashon Burton, James Blachly & Experiential Orchestra)
  - Woolf, L.P.: Fire And Flood (Julian Wachner, Matt Haimovitz & Choir Of Trinity Wall Street)
- Jesse Lewis
  - Gunn: The Ascendant (Roomful Of Teeth)
  - Harrison, M.: Just Constellations (Roomful Of Teeth)
  - Her Own Wings (Willamette Valley Chamber Music Festival)
  - Hynes: Fields (Devonté Hynes & Third Coast Percussion)
  - Lang, D.: Love Fail (Beth Willer & Lorelei Ensemble)
  - Mazzoli: Proving Up (Christopher Rountree, Opera Omaha & International Contemporary Ensemble)
  - Sharlat: Spare The Rod! (NOW Ensemble)
  - Soul House (Hub New Music)
  - Wherein Lies The Good (The Westerlies)
- Dmitry Lipay
  - Adams, J.: Must The Devil Have All The Good Tunes? (Yuja Wang, Gustavo Dudamel & Los Angeles Philharmonic)
  - Cipullo: The Parting (Alastair Willis, Laura Strickling, Catherine Cook, Michael Mayes & Music Of Remembrance)
  - Ives: Complete Symphonies (Gustavo Dudamel & Los Angeles Philharmonic)
  - LA Phil 100 – The Los Angeles Philharmonic Centennial Birthday Gala (Gustavo Dudamel & Los Angeles Philharmonic)
  - Langgaard: Prelude To Antichrist; Strauss: An Alpine Symphony (Thomas Dausgaard & Seattle Symphony Orchestra)
  - Nielsen: Symphony No. 1 & Symphony No. 2, 'The Four Temperaments' (Thomas Dausgaard & Seattle Symphony)
- Elaine Martone
  - Bound For The Promised Land (Robert M. Franklin, Steven Darsey, Jessye Norman & Taylor Branch)
  - Dawn (Shachar Israel)
  - Gandolfi, Prior & Oliverio: Orchestral Works (Robert Spano & Atlanta Symphony Orchestra)
  - Singing In The Dead Of Night (Eighth Blackbird)
  - Whitacre: The Sacred Veil (Eric Whitacre, Grant Gershon & Los Angeles Master Chorale)

### Klasszikus zene
Legjobb zenekari előadás
- Ives: Complete Symphonies
  - Gustavo Dudamel, karmester (Los Angeles Philharmonic)
- Aspects of America – Pulitzer Edition
  - Carlos Kalmar, karmester (Oregon Symphony)
- Concurrence
  - Daníel Bjarnason, karmester (Iceland Symphony Orchestra)
- Copland: Symphony No. 3
  - Michael Tilson Thomas, karmester (San Francisco Symphony)
- Lutosławski: Symphonies No. 2 & 3
  - Hannu Lintu, karmester (Finnish Radio Symphony Orchestra)

Legjobb opera felvétel
- Gershwin: Porgy and Bess
  - David Robertson, karmester; Angel Blue & Eric Owens; David Frost, producer (The Metropolitan Opera Orchestra; The Metropolitan Opera Chorus)
- Dello Joio: The Trial at Rouen
  - Gil Rose, karmester; Heather Buck & Stephen Powell; Gil Rose, producer (Boston Modern Orchestra Project; Odyssey Opera Chorus)
- Floyd, C: Prince of Players
  - William Boggs, karmester; Keith Phares & Kate Royal; Blanton Alspaugh, producer (Milwaukee Symphony Orchestra; Florentine Opera Chorus)
- Handel: Agrippina
  - Maxim Emelyanychev, karmester; Joyce DiDonato; Daniel Zalay, producer (Il Pomo D'Oro)
- Zemlinsky: Der Zwerg
  - Donald Runnicles, karmester; David Butt Philip & Elena Tsallagova; Peter Ghirardini & Erwin Stürzer, producerek (Orchestra Of The Deutsche Oper Berlin; Chorus Of The Deutsche Oper Berlin)

Legjobb kórus előadás
- Danielpour: The Passion of Yessuah
  - JoAnn Falletta, karmester; James K. Bass & Adam Luebke, kórus master (James K. Bass, J'Nai Bridges, Timothy Fallon, Kenneth Overton, Hila Plitmann & Matthew Worth; Buffalo Philharmonic Orchestra; Buffalo Philharmonic Chorus & UCLA Chamber Singers)
- Carthage
  - Donald Nally, karmester (The Crossing)
- Kastalski: Requiem
  - Leonard Slatkin, karmester; Charles Bruffy, Steven Fox & Benedict Sheehan, kórus master (Joseph Charles Beutel & Anna Dennis; Orchestra Of St. Luke's; Cathedral Choral Society, The Clarion Choir, Kansas City Chorale & The Saint Tikhon Choir)
- Moravec: Sanctuary Road
  - Kent Tritle, karmester (Joshua Blue, Raehann Bryce-Davis, Dashon Burton, Malcolm J. Merriweather & Laquita Mitchell; Oratorio Society Of New York Orchestra; Oratorio Society Of New York Chorus)
- Once Upon a Time
  - Matthew Guard, karmester (Sarah Walker; Skylark Vocal Ensemble)

Legjobb kiszenekari előadás
- Contemporary Voices – Pacifica Quartet
- Healing Modes – Brooklyn Rider
- Hearne, T,: Place – Ted Hearne, Steven Bradshaw, Sophia Byrd, Josephine Lee, Isaiah Robinson, Sol Ruiz, Ayanna Woods & Place Orchestra
- Hynes: Fields – Devonté Hynes & Third Coast Percussion
- The Schumann Quartets – Dover Quartet

Legjobb komolyzenei hangszeres szóló
- Theofanidis: Concerto for Viola and Chamber Orchestra
  - Richard O'Neill; David Alan Miller, karmester (Albany Symphony)
- Adés: Concerto for Piano and Orchestra
  - Kirill Gerstein; Thomas Adès, karmester (Boston Symphony Orchestra)
- Beethoven: Complete Piano Sonatas
  - Igor Levit
- Bohemian Tales
  - Augustin Hadelich; Jakub Hrůša, karmester (Charles Owen; Symphonieorchester Des Bayerischen Rundfunks)
- Destination Rachmaninov – Arrival
  - Daniil Trifonov; Yannick Nézet-Séguin, karmester (The Philadelphia Orchestra)

Legjobb klasszikus vokális szóló
- Smyth: The Prison
  - Sarah Brailey & Dashon Burton; James Blachly, karmester (Experiential Chorus; Experiential Orchestra)
- American kompozíciós at Play – William Bolcom, Ricky Ian Gordon, Lori Laitman, John Musto
  - Stephen Powell (Attacca Quartet, William Bolcom, Ricky Ian Gordon, Lori Laitman, John Musto, Charles Neidich & Jason Vieaux)
- Clairières – Songs by Lili & Nadia Boulanger
  - Nicholas Phan; Myra Huang, kíséret
- Farinelli
  - Cecilia Bartoli; Giovanni Antonini, karmester (Il Giardino Armonico)
- A Lad's Love
  - Brian Giebler; Steven McGhee, kíséret (Katie Hyun, Michael Katz, Jessica Meyer, Reginald Mobley & Ben Russell)

Legjobb klasszikus kompendium
- Thomas, M.T.: From the Diary of Anne Frank & Meditations on Rilke
  - Isabel Leonard; Michael Tilson Thomas, karmester; Jack Vad, producer
- Adès Conducts Adès
  - Mark Stone & Christianne Stotijn; Thomas Adès, karmester; Nick Squire, producer
- Saariaho: Graal Théâtre; Circle Map, Neiges, Vers Toi Qui Es Si Loin
  - Clément Mao-Takacs, karmester; Hans Kipfer, producer
- Serebrier: Symphonic Bach Variations; Laments and Hallelujahs; Flute Concerto
  - José Serebrier, karmester; Jens Braun, producer
- Woolf, L.P.: Fire and Blood
  - Matt Haimovitz; Julian Wachner, karmester; Blanton Alspaugh, producer

Legjobb kortárs klasszikus kompozíció
- Rouse: Symphony No. 5
  - Christopher Rouse, kompozíció (Giancarlo Guerrero & Nashville Symphony)
- Adès: Concerto for Piano and Orchestra
  - Thomas Adès, kompozíció (Kirill Gerstein, Thomas Adès & Boston Symphony Orchestra)
- Danielpour: The Passion of Yeshua
  - Richard Danielpour, kompozíció (JoAnn Falletta, James K. Bass, Adam Luebke, UCLA Chamber Singers, Buffalo Philharmonic Orchestra & Buffalo Philharmonic Chorus)
- Floyd, C.: Prince of Players
  - Carlisle Floyd, kompozíció (William Boggs, Kate Royal, Keith Phares, Florentine Opera Chorus & Milwaukee Symphony Orchestra)
- Hearne, T.: Place
  - Ted Hearne, kompozíció (Ted Hearne, Steven Bradshaw, Sophia Byrd, Josephine Lee, Isaiah Robinson, Sol Ruiz, Ayanna Woods & Place Orchestra)

### Videóklip/film
Legjobb videóklip
- Brown Skin Girl – Beyoncé, SAINt JHN & Wizkid és Blue Ivy Carter
  - Beyoncé Knowles-Carter & Jenn Nkiru, rendezők; Lauren Baker, Astrid Edwards, Nathan Scherrer & Erinn Williams, videóproducerek
- Life Is Good – Future és Drake
  - Julien Christian Lutz, rendező; Harv Glazer, videóproducerek
- Lockdown – Anderson .Paak
  - Dave Meyers, rendező; Nathan Scherrer, videóproducerek
- Adore You – Harry Styles
  - Dave Meyers, rendező; Nathan Scherrer, videóproducerek
- Goliath – Woodkid
  - Yoann Lemoine, rendező; Horace de Gunzbourg, videóproducerek

Legjobb hosszú zenei videó
- Linda Ronstadt: The Sound of My Voice – Linda Ronstadt
  - Rob Epstein & Jeffrey Friedman, rendezők; Michele Farinola & James Keach, producer
- Beastie Boys Story – Beastie Boys
  - Spike Jonze, rendező; Amanda Adelson, Jason Baum & Spike Jonze, producer
- Black Is King – Beyoncé
  - Emmanuel Adjei, Blitz Bazawule, Beyoncé Knowles Carter & Kwasi Fordjour, rendezők; Lauren Baker, Akin Omotoso, Nathan Scherrer, Jeremy Sullivan & Erinn Williams, producer
- We Are Freestyle Love Supreme – Freestyle Love Supreme
  - Andrew Fried, rendező; Andrew Fried, Jill Furman, Thomas Kail, Lin-Manuel Miranda, Sarina Roma, Jenny Steingart & Jon Steingart, producer
- That Little Ol' Band From Texas – ZZ Top
  - Sam Dunn, rendező; Scot McFadyen, producer

## Fellépők

### Premier
A premier ceremónia fellépőit 2021. március 2-án jelentették be.
| Előadók | Dal                                               |
| --- | ------------------------------------------------- |
| Afro-Peruvian Jazz Orchestra Thana Alexa John Beasley Camilo Regina Carter Alexandre Desplat Bebel Gilberto Lupita Infante Sarah Jarosz Mykal Kilgore Ledisi Mariachi Sol De Mexico PJ Morton Gregory Porter Grace Potter Gustavo Santaolalla Anoushka Shankar Kamasi Washington | Marvin Gaye emlékére Mercy Mercy Me (The Ecology) |
| Lido Pimienta | Eso Que Tú Haces                                  |
| Igor Levit | Piano Sonata No. 14 in C-sharp minor              |
| Jimmy Holmes | Catfish Blues                                     |
| Terri Lyne Carrington + Social Science | Trapped in the American Dream                     |
| Rufus Wainwright | Hatred                                            |
| Poppy | Eat                                               |
| Burna Boy | Medley: Level Up Onyeka Ye                        |

### Ceremónia
A fellépőket 2021. március 7-én jelentették be.
| Előadó                                                               | Dal |
| -------------------------------------------------------------------- | --- |
| Harry Styles                                                         | Watermelon Sugar |
| Billie Eilish Finneas                                                | Everything I Wanted |
| Haim                                                                 | The Steps |
| Black Pumas                                                          | Colors |
| DaBaby Roddy Ricch Anthony Hamilton                                  | Rockstar |
| Bad Bunny Jhay Cortez                                                | Dakiti |
| Dua Lipa                                                             | Medley: Levitating (DaBaby közreműködésével) Future Nostalgia (csak tánc) Don't Start Now |
| Silk Sonic (Bruno Mars és Anderson .Paak)                            | Leave the Door Open |
| Taylor Swift Jack Antonoff Aaron Dessner                             | Medley: Cardigan August Willow |
| Silk Sonic Lionel Richie Brandi Carlile Brittany Howard Chris Martin | In Memoriam Long Tall Sally Good Golly Miss Molly (Little Richard emlékére) Lady (Kenny Rogers emlékére) I Remember Everything (John Prine emlékére) You'll Never Walk Alone (Gerry Marsden emlékére) |
| Mickey Guyton                                                        | Black Like Me |
| Miranda Lambert                                                      | Bluebird |
| Maren Morris John Mayer                                              | The Bones |
| Megan Thee Stallion Cardi B                                          | Body (Megan Thee Stallion, csak tánc) Savage Remix (Megan Thee Stallion, Beyoncé vokál) Up (Cardi B) WAP                                                                                              |
| Post Malone                                                          | Hollywood's Bleeding |
| Lil Baby Tamika Mallory Killer Mike                                  | The Bigger Picture |
| Doja Cat                                                             | Say So |
| BTS                                                                  | Dynamite |
| Roddy Ricch                                                          | Heartless The Box |

## Műsorvezetők
A Grammy-díjátadó hivatalos weboldala alapján.

### Premier
- Jhené Aiko – műsorvezető
- Bill Burr
- Chika
- Lupita Infante
- Jimmy Jam

### Ceremónia
- Trevor Noah – műsorvezető
- Lizzo – a Legjobb új előadó díjat adta át
- Jacob Collier és Jhené Aiko – a Legjobb popalbum díjat adta át
- Jimmy Jam és Babyface – a Legjobb R&B előadás díjat adta át
- Ringo Starr – az Év felvétele díjat adta át